# Melanopeziza
Melanopeziza is een monotypisch geslacht van schimmels uit de orde Helotiales.  Het bevat alleen Melanopeziza artemisiae.